# Fronte al-Nusra
Il Fronte al-Nuṣra, o anche Jabhat al-Nuṣra (in arabo جبهة النصرة لأهل الشام‎?, Jabhat al-nuṣra li-ahl al-Shām, ossia "Fronte del soccorso al popolo del Levante", chiamato anche Anṣār al-Jabhat al-Nuṣra li-Ahl al-Shām, "Partigiani della Jabhat al-nuṣra li-ahl al-Shām"), è stato un gruppo armato jihadista salafita attivo dal 2012, nel contesto della guerra civile siriana, in Siria e in Libano. 
Il Fronte al-Nuṣra fu formalmente affiliato ad al-Qāʿida fino al 28 luglio 2016, quando il leader di al-Nuṣra Abū Muḥammad al-Jūlānī annunciò la scissione consensuale tra i due gruppi e l'adozione del nuovo nome Jabhat Fatḥ al-Shām ("Fronte per la conquista del Levante"). 
Il 26 gennaio 2017, dopo violenti scontri tra i jihādisti, il gruppo si è fuso con altre quattro formazioni, assumendo il nome Hayʾat Taḥrīr al-Shām ("Organizzazione per la liberazione del Levante").

## Storia

### Nascita del gruppo
Allo scoppio della guerra civile siriana, Abū Bakr al-Baghdādī (che in seguito sarà il leader dell'autoproclamato Stato Islamico) e il comando centrale di al-Qāʿida (al tempo alleati) hanno autorizzato al-Jūlānī a creare una cellula di al-Qāʿida in Siria, per rovesciare il governo di Baššār al-Asad e stabilire uno Stato islamico.
Tra ottobre del 2011 e il gennaio dell'anno successivo, in una serie d'incontri avvenuti nel governatorato del Rif di Damasco e a Homs vennero stabiliti gli obiettivi fondamentali del gruppo, che si diede il nome di Jabhat al-Nuṣra li-Ahl al-Shām ("Fronte del soccorso al popolo della Siria").
Nel febbraio 2012 il viceministro dell'Interno iracheno ha dichiarato che militanti islamici ed equipaggiamento militare stavano entrando in Siria dall'Iraq. L'organizzazione Quilliam e il ministro per gli Affari Esteri iracheno Hoshyar Zebari hanno affermato che molti miliziani di al-Nuṣra erano ex-membri della rete islamista di Abū Muṣʿab al-Zarqāwī che si opponeva all'invasione statunitense dell'Iraq. Nel dicembre 2012, il quotidiano britannico The Daily Telegraph ha affermato che molti combattenti stranieri di al-Nuṣra erano veterani dei conflitti in Iraq e Afghanistan. Verso la seconda metà del 2012, al-Nuṣra spiccava tra i vari gruppi di guerriglieri gihadisti durante la guerra civile siriana per la sua disciplina e forza militare.
A novembre 2012 al-Nuṣra è considerata dal The Huffington Post il gruppo meglio addestrato tra quelli delle forze ribelli. Secondo un commentatore dell'area moderata dell'Esercito Siriano Libero (ESL), al-Nuṣra contava, nello stesso mese, tra i seimila e i diecimila combattenti, ovvero il 7-9% della forza complessiva dell'ESL. David Ignatius, giornalista del Washington Post, ha descritto al-Nuṣra come il gruppo più aggressivo e di maggior impatto dell'ESL. Secondo il Dipartimento di Stato degli Stati Uniti d'America "dai rapporti che abbiamo ricevuto dai medici, la gran parte dei feriti e dei morti dell'ESL appartengono alla Jabhat al-Nuṣra, a causa del loro coraggio e [del fatto che essi si trovano] sempre in prima linea."
Il 10 dicembre 2012, gli Stati Uniti hanno designato al-Nuṣra come organizzazione terroristica e braccio del Tanẓīm Qāʿidat al-Jihād fī Bilād al-Rāfidayn (a volte chiamata al-Qāʿida in Iraq). Questa decisione rende illegale per un qualsiasi cittadino statunitense condurre affari economici con il gruppo. Alcuni giorni prima, l'ambasciatore statunitense in Siria, R. Ford ha esposto il punto di vista statunitense, affermando: "Gruppi estremisti come Jabhat al-Nuṣra sono un problema e un ostacolo alla ricerca della soluzione politica di cui la Siria ha bisogno."

### Operazioni nel 2012
Tramite un video inviato per AFP, al-Nuṣra ha rivendicato la responsabilità di un attacco suicida ad al-Mīdān, un distretto di Damasco, avvenuto il 6 gennaio 2012 che ha causato 26 morti e 63 feriti. Il 23 gennaio al-Nuṣra ha annunciato su You Tube la creazione di "Libere Brigate del Levante" e ha rivendicato l'attacco a una base di polizia di Idlib. In quest'occasione, il gruppo ha proclamato: "A tutta la gente libera della Siria, annunciamo la formazione delle Libere Brigate del Levante. Promettiamo ad Allah e promettiamo a te che saremo un fermo scudo e una forte mano per respingere gli attacchi dell'esercito criminale di al-Asad con tutte le forze di cui potremo disporre. Promettiamo di proteggere le vite dei civili e le loro proprietà dalle forze di sicurezza e dalla milizia Shabiha. Noi siamo un popolo che o vincerà o morirà."
Il gruppo ha reclamato la responsabilità per gli attacchi a Damasco nel marzo 2012 e per quelli del 10 maggio dello stesso anno, tuttavia pare che un portavoce del gruppo abbia negato la paternità di quest'ultimi da parte dell'organizzazione.. Il 29 maggio è stata scoperta un'esecuzione di massa presso Deir el-Zor. Sono stati ritrovati i corpi di tredici uomini non identificati, uccisi con armi da fuoco in uno stile che ricorda quello di un'esecuzione capitale. Il 5 giugno, al-Nuṣra ha reclamato la responsabilità degli omicidi, sostenendo di aver catturato e interrogato i soldati e di averli "giustamente" puniti con la morte, dopo che ebbero confessato i loro crimini.
Il 17 giugno, Walīd Aḥmad al-ʿAyesh, descritto dalle autorità siriane come il "braccio destro" di al-Nuṣra, è stato trovato e ucciso dall'esercito siriano. Era considerato il responsabile di attacchi con autobombe a Damasco avvenuti nei mesi precedenti. Le autorità siriane hanno affermato di aver ucciso un altro importante membro del gruppo, Wāʾil Muḥammad al-Majdalāwī, il 12 agosto, a seguito di un'operazione svoltasi a Damasco.
Il 27 giugno un gruppo di ribelli siriani ha attaccato una stazione TV filogovernativa nella città di Drusha, a sud di Damasco. Gli studi sono stati distrutti con l'esplosivo e sono state uccisi quattro guardie e tre giornalisti. Al-Nuṣra ha rivendicato l'attacco e ha pubblicato le foto di 11 impiegati rapiti durante il raid. Nel luglio del 2012, al-Nuṣra ha rivendicato l'omicidio del giornalista Muḥammad al-Saʿīd.
Il gruppo reclama anche gli attentati con autobombe condotti nella piazza piazza Sa'd Allah al-Jabiri ad Aleppo il 3 ottobre, in cui persero la vita 48 persone e ne rimasero gravemente ferite 122. L'attacco era diretto contro un club degli ufficiali, ma colpirono anche edifici vicini come il Turistic Hotel e il Juha Café, il primo dei quali ha ricevuto gravi danni mentre il secondo è andato completamente distrutto. Il gruppo ha reclamato anche altri attacchi a basi militari: una base area ad Aleppo, in cui hanno sabotato radar e missili in collaborazione con altri gruppi islamisti; a una caserma sempre ad Aleppo in cui hanno ucciso 11 persone, nonché l'attacco a una base militare a Raqqa, che ha provocato la morte di 32 soldati. Il gruppo ha anche partecipato, insieme con altre formazioni ribelli alla battaglia di Ma'arrat al-Nu'man e a un attacco alla base aerea di Taftanaz.
Verso la fine di ottobre, il gruppo ha preso possesso di tre posti di blocco dell'esercito presso Saraqeb, forzando l'esercito siriano a ritirarsi dall'area il giorno successivo. Nella battaglia sono morti 28 soldati dell'esercito siriano e 5 membri di al-Nuṣra. Alcuni soldati catturati, definiti dagli uomini del gruppo come "cani di al-Asad", sono stati sommariamente giustiziati. Il video di queste esecuzioni è stato ampiamente criticato e le Nazioni Unite si sono riferite a esso come a un possibile crimine di guerra.
A novembre i membri di al-Nuṣra hanno condotto due attacchi suicidi: il primo nel centro rurale di Saḥl al-Ghāb, nella provincia di Hama, in cui un'autobomba ha ucciso due persone; l'altro ad al-Mizza, nei sobborghi di Damasco, dove sono morte undici persone. L'Osservatorio Siriano per i Diritti Umani ha invece affermato che durante il primo attacco sono morti cinquanta soldati.
Al Jazeera ha riportato che, il 23 dicembre, al-Nuṣra ha creato un blocco aereo su Aleppo, usando cannoni antiaerei da 23 e 57 millimetri. Il blocco includeva voli commerciali che al-Nuṣra sospettava trasportassero equipaggiamenti militari o truppe. In un video inviato ad Al-Jazeera, il gruppo avvertiva i civili di non imbarcarsi su aerei commerciali.

### Attività nel 2013
A gennaio, al-Nuṣra era diventata una forza militare consistente, con un forte appoggio popolare e per la prima metà del 2013 la sua capacità operativa ha continuato a crescere. A febbraio, alcuni combattenti di al-Nuṣra hanno affrontato uomini fedeli al governo a Safira, per evitare che potessero giungere come rinforzi ad Aleppo. Gli scontri avrebbero provocato oltre duecento vittime in due settimane. Tra le vittime di al-Nuṣra nel 2013 c'è stato il sacerdote cattolico François Murad.
L'8 aprile il leader dell'allora Stato Islamico dell'Iraq (ISI), Abū Bakr al-Baghdādī, ha pubblicato via internet un messaggio audio, in cui ha rivelato che al-Nuṣra era connessa ad al-Qāʿida, che aveva inviato al-Jūlānī in Siria insieme con altri uomini per riunirsi a cellule preesistenti e creare un nuovo ramo dell'organizzazione in Siria. Al-Baghdādī ha annunciato che voleva riunire il Jabhat al-Nuṣra e l'ISI in un gruppo più ampio chiamato Stato Islamico dell'Iraq e Siria (ISIS) o Stato Islamico dell'Iraq e del Levante (ISIL), sotto il proprio comando. Inoltre ha rivelato che la propria organizzazione aveva finanziato al-Nuṣra su base mensile e le aveva consegnato i piani e le strategie necessarie per affrontare la guerra civile. Secondo la sua interpretazione, la fusione tra le due organizzazioni era già in atto. Tuttavia, il giorno successivo, al-Jūlānī si è dichiarato contrario all'unione e ha affermato la fedeltà del proprio gruppo ad al-Qāʿida e al suo leader, Ayman Zawāhirī.
Sul tema, al-Jūlānī si è espresso in questo modo: "Vi informiamo che né il comando militare di al-Nuṣra, né il suo consiglio consultivo, né il suo comandante generale erano informati di quest'annuncio. Ne sono venuti a conoscenza solo attraverso i media e se il messaggio è autentico, non sono stati consultati sul tema." A maggio, Reuters ha riportato che al-Baghdādī aveva viaggiato dall'Iraq al governatorato di Aleppo e aveva cominciato a reclutare membri di al-Nuṣra per il proprio gruppo. Secondo i media, molti combattenti stranieri di al-Nuṣra hanno deciso di seguire al-Baghdādī, mentre molti guerriglieri siriani hanno preferito abbandonare il gruppo per unirsi ad altre milizie islamiste, un gruppo meno ampio è rimasto federe ad al-Jūlānī.
A maggio, al-Jūlānī è rimasto ferito da un attacco aereo condotto dal governo siriano.
A giugno, Al-Jazeera è entrata in possesso di un messaggio di Ẓawāhirī rivolto sia ad al-Jūlānī sia ad al-Baghdādī, in cui il capo di al-Qāʿida si esprimeva in senso contrario alla fusione tra i due gruppi e riferiva di aver inviato un emissario per sorvegliare le relazioni tra i due e porre fine alle tensioni. Sempre nello stesso mese, al-Baghdādī ha rilasciato un nuovo messaggio audio in cui metteva in discussione l'autorità di Ẓawāhirī e dichiarava che l'unione dei due gruppi sarebbe andata avanti lo stesso. Questa sequenza contraddittoria di eventi ha incrementato la confusione e le divisioni all'interno di al-Nuṣra.
Verso giugno, il gruppo ha affermato di aver causato 57 dei 70 attacchi terroristici avvenuti durante il conflitto fino ad allora. In questa fase, il gruppo ha continuato a collaborare con l'Esercito Siriano Libero. Abū Haydar, un coordinatore dell'ESL del distretto di Sayf al-Dawla di Aleppo, riferendosi ad al-Nuṣra, ha commentato: "hanno combattenti con esperienza che rappresentano le forze d'élite della rivoluzione".
A novembre, Ayman al-Ẓawāhirī considerava al-Nuṣra come l'unico ramo di al-Qāʿida in Siria.
A dicembre, al-Nuṣra ha rapito 13 monache cristiane a Maʿlūla, rilasciandole poi nella città di Yabrud il 9 marzo 2014. Le monache hanno riferito di essere state trattate bene e di non avere subito violenze e anche di aver potuto continuare a indossare simboli religiosi.

### Lo scontro con lo Stato Islamico
Già nel tardo 2013, alcune truppe di al-Nuṣra si sono impegnate in schermaglie con l'ISIS.
A febbraio 2014, dopo che i tentativi di sanare gli scontri tra al-Nuṣra e l'ISIS erano falliti, al-Qāʿida si separò formalmente dall'ISIS, lasciando al-Nuṣra come la sua sola rappresentante in Siria. Nello stesso mese al-Jūlānī ha accusato l'ISIS di aver ucciso Abū Khāled al-Sūrī, uno dei capi di Ahrar al-Sham.
Il 16 aprile, l'Osservatorio Siriano per i Diritti Umani riporta che l'ISIS ha ucciso Abū Muḥammad al-Anṣārī, comandante di al-Nuṣra nel governatorato di Idlib, insieme con la sua famiglia. A maggio, cominciano gli scontri aperti tra i due gruppi nel governatorato di Deir el-Zor, che lasciano centinaia di vittime d'ambo i fronti.
A luglio, al-Nuṣra ha perso il controllo di buona parte del governatorato. Nello stesso mese, in un messaggio audio inviato tramite internet, al-Jūlānī afferma che al-Nuṣra ha intenzione di creare un Emirato nelle aree della Siria sotto suo controllo. Il 12, al-Nuṣra conferma l'autenticità del messaggio, ma dichiara di non aver ancora creato l'Emirato.
A giugno 2015, al-Jūlānī, riferendosi all'ISIS, afferma: "Non vedo soluzione al conflitto tra noi e loro né attualmente, né nell'immediato futuro. Speriamo che si pentano dinnanzi a Dio e ritornino ragionevoli... altrimenti, tra noi non ci sarà altro che la lotta."

### Attacchi tra il 2014 e il 2015
Il 28 agosto 2014, militanti di al-Nuṣra hanno rapito, sulle alture del Golan, 45 caschi blu dell'ONU provenienti dalle Figi. Il gruppo ha chiesto di essere rimosso dalla lista delle organizzazioni terroristiche delle Nazioni Unite in cambio della restituzione degli ostaggi. Il gruppo aveva già attaccato l'apparato dell'ONU, rubando veicoli, usati poi come autobombe. Poco tempo dopo, due gruppi di agenti ONU filippini sono rimasti bloccati sotto il fuoco nel corso di una battaglia presso Rwihinah. Il 31 agosto, 32 soldati filippini sono stati salvati, altri 40 sono riusciti a fuggire. L'operazione di salvataggio è stata condotta da agenti irlandesi. L'11 settembre il gruppo di soldati delle Figi è stato rilasciato.
Verso la fine di ottobre 2014, al-Nuṣra comincia ad attaccare l'ESL con cui era precedentemente alleata e anche i gruppi islamisti moderati, nel presumibile tentativo di stabilire un proprio Stato islamico nei territori che controlla nel governatorato di Idlib e in quelli circostanti.
Nel dicembre 2014 ha condotto le trattative per il rilascio delle due cooperanti italiane Greta Ramelli e Vanessa Marzullo, rapite ad agosto dello stesso anno da militanti dell'Esercito siriano libero.
A giugno 2015, alcuni guerriglieri di al-Nuṣra hanno ucciso venti civili drusi nella provincia di Idlib. La leadership di al-Nuṣra si è scusata per l'avvenimento e ne ha addossato la colpa a un manipolo di soldati indisciplinati.

### La presunta rottura con al-Qāʿida
Il 12 febbraio 2015, il gruppo d'intelligence SITE ha riportato dei rumor secondo cui al-Jūlānī, capo di al-Nuṣra, desiderava separarsi da al-Qāʿida. 
Il 4 marzo, secondo Reuters, "fonti interne e vicine ad al-Nuṣra" hanno affermato che il Qatar e altri Stati del Golfo persico si sono messi in contatto con al-Jūlānī e lo avevano incoraggiato ad abbandonare al-Qāʿida, promettendogli di finanziare al-Nuṣra quando l'avesse fatto. Un ufficiale vicino al governo del Qatar avrebbe confermato a Reuters che il proprio paese desiderava che al-Nuṣra si allontanasse da al-Qāʿida e si liberasse dei combattenti non siriani e che, dopo che al-Nuṣra avesse soddisfatto queste richieste, il Qatar avrebbe cominciato a rifornirla con finanziamenti e risorse. Sempre secondo la Reuters, Muzamjer al-Shām, "un importante jihadista vicino ad al-Nuṣra", avrebbe affermato che al-Nuṣra si sarebbe presto unita con il Jaysh al-Muhājirīn wa l-Anṣār e altre brigate minori di jihadisti, allontanandosi definitivamente da al-Qāʿida. Nessun comandante di al-Nuṣra ha confermato queste affermazioni.
Il 9 marzo, su Twitter, al-Nuṣra nega qualsiasi rapporto con il governo del Qaṭar e qualsiasi voce su una propria rottura con al-Qāʿida. L'esperto Thomas Pierret dell'università di Edimburgo crede che il Qaṭar abbia provato a forzare la mano ad al-Nuṣra simulando una fuga di notizie sulla rottura con al-Qāʿida e ritiene che una vera rottura sia improbabile. L'esperto di gihadismo francese Romain Caillet concorda con quest'analisi e sostiene che: "La grande maggioranza dei membri di al-Nuṣra desidera rimanere con al-Qāʿida, in particolare i combattenti stranieri, che rappresentano almeno un terzo dell'organizzazione."
Tuttavia il 4 maggio 2015, Abū Maryam al-Qaḥṭānī, comandante di al-Nuṣra nel distretto di Deir ez-Zor, ha manifestato di desiderare fortemente una separazione da al-Qāʿida. Sul sito The Daily Beast, Muḥammad Nabīh ʿUthmān, capo di un'associazione di assistenza agli ex-prigionieri di al-Asad, ha commentato: "Ritengo che [la scissione] avverrà presto. Si deve sapere che al-Nuṣra si divide in due parti e una di esse, principalmente composta da guerriglieri locali, non è interessata al jihād globale".
Il 7 maggio, un funzionario turco ha affermato che la Turchia e l'Arabia Saudita stanno rafforzando Aḥrār al-Shām a spese di al-Nuṣra, nel tentativo che la crescita di un'organizzazione rivale metta in difficoltà al-Nuṣra e la spinga a separarsi da al-Qāʿida per cercare nuove alleanze.
Verso la fine di maggio l'The Huffigton Post cita un "ben informato islamista siriano" che si riferisce ad al-Nuṣra in questi termini: "Attualmente ci sono due correnti [all'interno di al-Nuṣra]... i conservatori sono fermamente intenzionati a mantenere legami con al-Qāʿida, mentre gli altri preferirebbero un nuovo approccio incentrato esclusivamente sul problema siriano." Sempre nello stesso articolo, viene citato un "ufficiale islamista di Damasco": "La separazione di al-Nuṣra da al-Qāʿida sarebbe un bene per la rivoluzione, ma Jabhat al-Nuṣra avrà sempre bisogno di ricoprirsi del nome di 'al-Qāʿida' per tenere i combattenti stranieri lontani dallo Stato Islamico. La gran parte dei combattenti stranieri di Jabhat al-Nuṣra non accetterebbe mai di combattere e morire per quello che sembra un progetto islamico esclusivamente nazionale."
Il 28 luglio 2016, con un video registrato in cui per la prima volta appare al-Jūlānī, Jabhat al-Nuṣra annuncia la rescissione dei propri legami con al-Qāʿida, dichiarando di non voler fornire pretesti a Russia e Stati Uniti per attaccarlo in nome della sua affiliazione al network di al-Ẓawāhirī, e cambiando nome in Jabhat Fatḥ al-Shām ("Fronte per la conquista del Levante"). Al-Qāʿida afferma di essere favorevole alla scissione.

## Ideologia
Il fronte al-Nuṣra comprende principalmente Mujahidīn siriani che aderiscono alla versione sunnita dell'Islam. Il suo obiettivo è rovesciare il governo di Baššār al-Asad in Siria e creare uno Stato islamico con il sistema legale basato sulla sharīʿa. I membri siriani del gruppo sostengono di combattere solo contro il regime di al-Asad e di non voler attaccare i paesi occidentali, tuttavia il gruppo si comporta come se considerasse gli Stati Uniti e Israele come nemici dell'Islam e si oppone a un intervento occidentale in Siria. Al-Jūlānī, il leader di al-Nuṣra, ha tuttavia dichiarato che: "Noi siamo qui per compiere una sola missione: combattere contro il regime e i suoi agenti sul territorio, compresi Hezbollah e gli altri".
All'inizio del 2014, Sāmī al-ʿOraydī, un capo del gruppo, ha affermato che una delle ispirazioni di al-Nuṣra erano gli insegnamenti di Abū Muṣʿab al-Sūrī. La strategia consigliata da Abū Muṣʿab comprendeva la fornitura di assistenza alla popolazione conquistata, evitare l'apparire come estremisti, mantenere una forte relazione con le comunità locali e altri gruppi combattenti e focalizzarsi sulla lotta al regime piuttosto che a un'estensione del jihād a livello globale. Il tentativo del gruppo di apparire moderato, chiamato tamkīn in arabo, si può vedere in alcune azioni compiute da al-Nuṣra. Ad esempio, dopo che il 10 giugno 2015 alcuni guerriglieri di al-Nuṣra hanno ucciso venti civili della minoranza drusa dopo che uno di loro, sostenitore di al-Asad, si è opposto alla confisca della propria casa, al-Nuṣra ha reagito tentando di mostrarsi più tollerante verso le minoranze locali.
Questo tipo di approccio distingue nettamente al-Nuṣra da altri gruppi jihadisti meno clementi come, ad esempio, l'ISIS: laddove lo Stato Islamico è osteggiato dalle popolazioni locali e continua a infierire su di esse, al-Nuṣra coopera con altri gruppi militanti ed evita d'imporre la sharīʿa dove trova una forte opposizione. Alcuni analisti hanno osservato che questa politica potrebbe garantire ad al-Nuṣra un vantaggio a lungo termine. All'inizio del 2015, Ayman al-Ẓawāhirī, capo di al-Qāʿida, ha consigliato ad al-Jūlānī di perseguire cinque obiettivi:
- Meglio integrare il suo movimento all'interno della guerra civile siriana e il suo popolo.
- Coordinarsi più da vicino con gli altri gruppi islamisti sul territorio.
- Instaurare un sistema giuridico basato sulla sharīʿa in tutta la Siria.
- Lavorare per costruire, in punti strategici del paese, potenziali basi di potere per al-Qāʿida.
- Cessare qualunque attività mirata a un attacco all'Occidente.

## Struttura
Il leader di al-Nuṣra, è l'autoproclamato emiro Abū Muḥammad al-Jūlānī (anche traslitterato al-Golani, al-Jolani o al-Jawlani). Non si hanno molte informazioni su di lui e non si conosce precisamente il suo Paese natale. Tuttavia, in un'intervista rilasciata per Al-Jazeera, egli parlava arabo con un accento siriano, inoltre il suo nome suggerisce che egli provenga dalle alture del Golan chiamate in arabo al-Jawlān (Golan). Egli ha rilasciato la sua prima intervista per il giornalista Tayseer Allouni, per Al-Jazeera.
La struttura del gruppo è varia. A Damasco l'organizzazione opera con un'organizzazione in cellule clandestine, mentre ad Aleppo agisce come un esercito, controllando il territorio e contrastando il nemico lungo un fronte divisa in brigate, reggimenti e plotoni. Le potenziali reclute vengono sottoposte a un corso d'indottrinamento ideologico di dieci giorni seguito da un addestramento militare di quindici-venti giorni.
Al-Nuṣra ospita una gerarchia religiosa e amministrativa interna con un piccolo Majlis al-Shura (Consiglio Consultivo) che prende decisioni politiche per tutti i territori controllati dal gruppo. Ogni regione ha un comandante e uno Shaykh ad amministrarla. Lo shaykh provvede che le decisioni politiche del comandante siano in linea con i dettami religiosi e quindi è anche chiamato dābiṭ al-sharʿī ovvero "commissario religioso". I membri del gruppo di attaccare gli appartenenti a correnti non sunnite in Siria, come gli alawiti.